# Восход (Керчь)
Восхо́д или Джарджава́ (укр. Восход, Джарджава, крымскотат. Cer Cava, Джер Джава) — поселение на западной окраине территории городского округа Керчь (согласно административно-территориальному делению Украины — Керченского горсовета Автономной Республики Крым), официально считается частью города Керчь, фактически представляет собой небольшое село из двух улиц, отделённое от основной части города незастроенной территорией и небольшой промзоной.

## История
Впервые, как деревня Чержау, с 12 дворами и 4 колодцами, в доступных источниках селение встречается в «Описании городов отошедших по мирному 1774 года с Оттоманскою Портою трактату в Российское владение и принадлежащей к ним земли, с некоторым географическим известием инженер-подполковника Томилова»" 1774 года, затем — на карте 1836 года, на которой на хуторе Жержава 6 дворов, а на карте 1842 года хутор Жержава обозначен условным знаком «малая деревня», то есть, менее 5 дворов.
В 1860-х годах, после земской реформы Александра II, селение отнесли в состав Керчь-Еникальского градоначальства. Согласно «Списку населённых мест Таврической губернии по сведениям 1864 года», составленному по результатам VIII ревизии 1864 года, Джерджава (Жаржана) — слободка городского ведомства Керчь-Еникальского градоначальства, с 28 дворами и 153 жителями при безименной балке. На трёхверстовой карте 1865—1876 года на хуторе Жержава обозначено уже 20 двора. В «Памятной книге Таврической губернии 1889 года» по результатам Х ревизии 1887 года записана Джарджава с 42 дворами и 253 жителями. На верстовой карте Крыма 1896 года в селении обозначено 63 дворов с русским населением. В других доступных источниках конца XIX — начала XX века поселение не встречается. Джарджава лишь упоминается в «Памятной книжке Керчь-Еникальского градоначальства на 1913 год».
После установления в Крыму Советской власти, по постановлению Крымревкома, 25 декабря 1920 года из Феодосийского уезда был выделен Керченский (степной) уезд, а, постановлением ревкома № 206 «Об изменении административных границ» от 8 января 1921 года была упразднена волостная система и в составе Керченского уезда был создан Керченский район в который вошло село (в 1922 году уезды получили название округов. 11 октября 1923 года, согласно постановлению ВЦИК, в административное деление Крымской АССР были внесены изменения, в результате которых округа были отменены и основной административной единицей стал Керченский район в который вошло село. Согласно Списку населённых пунктов Крымской АССР по Всесоюзной переписи 17 декабря 1926 года, в селе Джарджава, Старо-Карантинного сельсовета Керченского района, числилось 88 дворов, из них 86 крестьянских, население составляло 427 человек, из них 405 украинцев, 16 русских, 1 татарин, 1 еврей, 4 записаны в графе «прочие», действовала русская школа I ступени (пятилетка). В 1928 году вблизи Джарджавы произошло извержение грязевого вулкана, затопившего жижей бо́льшую часть села. Постановлением ВЦИК «О реорганизации сети районов Крымской АССР» от 30 октября 1930 года (по другим сведениям 15 сентября 1931 года) Керченский район упразднили и село включили в состав Ленинского, а, с образованием в 1935 году Маяк-Салынского района (переименованного 14 декабря 1944 года в Приморский) — в состав нового района. Видимо, в ходе той же реорганизации, был образован Джарджавский сельсовет, поскольку на 1940 год он уже существовал. На подробной карте РККА Керченского полуострова 1941 года в селении отмечено 73 двора.
Указом Президиума Верховного Совета РСФСР от 21 августа 1945 года Джарджава был переименован в Восход и Джарджавский сельсовет — в Восходский. С 25 июня 1946 года селение в составе Крымской области РСФСР, а 26 апреля 1954 года Крымская область была передана из состава РСФСР в состав УССР. Время включения в Багеровский поссовет пока не установлено: на 15 июня 1960 года село уже числилось в его составе. В период между 1 января и 1 июня 1977 года был восстановлен Октябрьский сельсовет, в который включили Восход. По данным переписи 1989 года в селе проживало 52 человека и 31 августа того же года включено в состав Керчи